# IPadOS 18
iPadOS 18 là bản phát hành chính thứ sáu của hệ điều hành iPadOS do Apple phát triển cho dòng máy tính bảng iPad. Phiên bản kế nhiệm của iPadOS 17, nó đã được công bố tại Hội nghị các nhà phát triển toàn cầu (WWDC) của công ty bên cạnh iOS 18, watchOS 11 và macOS Sequoia vào ngày 10 tháng 6 năm 2024.
iPadOS 18 là phiên bản iPadOS đầu tiên hỗ trợ ứng dụng máy tính cũng như Apple Intelligence.

## Các tính năng hệ thống

### Stage Manager
Stage Manager là một tính năng quản lý cửa sổ mới trên iPad. Có thể thay đổi kích thước cửa sổ ứng dụng toàn màn hình thành bất kỳ kích thước nào được xác định trước bằng cách kéo các điểm đánh dấu góc của ứng dụng. Ví dụ, máy tính có thể được thu nhỏ lại thành cửa sổ nhỏ hơn có tỷ lệ khung hình cao của iPhone.

### Màn hình chính
iPadOS 18 có nhiều tính năng tùy chỉnh màn hình chính mới được giới thiệu trong iOS 18 như tô màu biểu tượng, biểu tượng theo chủ đề tối và khả năng di chuyển biểu tượng đến bất kỳ đâu.

### Máy tính
Máy tính của iPadOS 18 giới thiệu Math Notes, một tính năng mới cho phép người dùng thực hiện và theo dõi các phép tính trên các trang tính riêng biệt, giải phương trình toán học và vẽ các hàm trên đồ thị. Với tính năng nhận dạng chữ viết tay tích hợp, Math Notes tự động đánh giá dữ liệu đầu vào của người dùng và hiển thị kết quả bằng chữ viết tay của chính họ. Ứng dụng Máy tính được thiết kế lại, hiện được chia sẻ giữa iOS và iPadOS, đánh dấu lần đầu tiên máy tính chính thức có sẵn cho iPad.

### Trung tâm điều khiển
Tương tự như iOS 18, Trung tâm điều khiển hiện có thể tùy chỉnh nhiều hơn với các nút, phím tắt và chức năng có thể thay đổi kích thước.

### Khóa/ẩn ứng dụng
Trong iPadOS 18, các ứng dụng mà người dùng có thể nhìn thấy có thể bị khóa hoặc ẩn. Các ứng dụng bị khóa yêu cầu mật mã/xác thực sinh trắc học để chạy.Các ứng dụng ẩn được chuyển đến thư mục 'Ẩn' được chỉ định trong Thư viện ứng dụng; việc truy cập thư mục đó yêu cầu xác thực bằng mật mã/sinh trắc học.

## Các thiết bị được hỗ trợ
iPadOS 18 ngừng hỗ trợ cho tất cả iPad có chip A10X hoặc ram 2GB và chính thức đánh dấu sự kết thúc hỗ trợ cho iPad có màn hình 9,7 inch. Tuy nhiên, iPad thế hệ thứ 7 (2019) vẫn hỗ trợ iPadOS 18, mặc dù phần cứng kém hơn iPad Pro thế hệ thứ 2 với ram 1GB và chip A10 Fusion. Đây cũng là lần thứ tư Apple ngừng hỗ trợ iPad 64-bit. 
Những chiếc iPad hỗ trợ iPadOS 18 bao gồm:
- iPad (thế hệ thứ 7)
- iPad (thế hệ thứ 8)
- iPad (thế hệ thứ 9)
- iPad (thế hệ thứ 10)
- iPad Air (thế hệ thứ 3)
- iPad Air (thế hệ thứ 4)
- iPad Air (thế hệ thứ 5)
- iPad Air 11-inch
- iPad Air 13-inch
- iPad Mini (thế hệ thứ 5)
- iPad Mini (thế hệ thứ 6)
- iPad Pro 11-inch (thế hệ thứ 1)
- iPad Pro 12.9-inch (thế hệ thứ 3)
- iPad Pro 11-inch (thế hệ thứ 2)
- iPad Pro 12.9-inch (thế hệ thứ 4)
- iPad Pro 11-inch (thế hệ thứ 3)
- iPad Pro 12.9-inch (thế hệ thứ 5)
- iPad Pro 11-inch (thế hệ thứ 4)
- iPad Pro 12.9-inch (thế hệ thứ 6)
- iPad Pro 11-inch (thế hệ thứ 5)
- iPad Pro 13-inch

## Lịch sử phát hành
Bản beta dành cho nhà phát triển đầu tiên của iPadOS 18 được phát hành vào ngày 10 tháng 6 năm 2024.
|  | Bản phát hành trước đó |  | Bản phát hành hiện tại |  | Phiên bản beta hiện tại |  | Bản cập nhật bảo mật |

| Phiên bản                   | Bản dựng | Ngày phát hành      | Ghi chú phát hành                                               |
| --------------------------- | -------- | ------------------- | --------------------------------------------------------------- |
| 18.0 Beta 1                 | 22A5282m | 10 tháng 6 năm 2024 | —                                                               |
| 18.0 Beta 2                 | 22A5297f | 24 tháng 6 năm 2024 | —                                                               |
| 18.0 Beta 3                 | 22A5307f | 8 tháng 7 năm 2024  | —                                                               |
| 18.0 Beta 3 (Public Beta 1) | 22A5307i | 15 tháng 7 năm 2024 | —                                                               |
| 18.0 Beta 4                 | 22A5316j | 23 tháng 7 năm 2024 | —                                                               |
| 18.0 Beta 4 (Public Beta 2) | 22A5316k | 26 tháng 7 năm 2024 | —                                                               |
| 18.0 Beta 5 (Public Beta 3) | 22A5326f | 5 tháng 8 năm 2024  | —                                                               |
| 18.0 Beta 6 (Public Beta 4) | 22A5338b | 12 tháng 8 năm 2024 | —                                                               |
| 18.0 Beta 7 (Public Beta 5) | 22A5346a | 20 tháng 8 năm 2024 | —                                                               |
| 18.0 Beta 8 (Public Beta 6) | 22A5350a | 28 tháng 8 năm 2024 | Ghi chú phát hành                                               |
| 18.1 Beta 1                 | 22B5007p | 29 tháng 7 năm 2024 | Chỉ dành cho các thiết bị có chip M1 trở lên.                   |
| 18.1 Beta 2                 | 22B5023e | 12 tháng 8 năm 2024 | Chỉ dành cho các thiết bị có chip M1 trở lên.                   |
| 18.1 Beta 3                 | 22B5034e | 28 tháng 8 năm 2024 | Ghi chú phát hành Chỉ dành cho các thiết bị có chip M1 trở lên. |

Xem ghi chú phát hành chính thức của Apple.